# Obolón (Kremenchuk)
Obolón (ucraniano: Оболо́нь) es un municipio rural y pueblo de Ucrania perteneciente al raión de Kremenchuk de la óblast de Poltava.
En 2020, el municipio tenía una población de algo más de cinco mil habitantes, de los que unos dos mil vivían en el propio pueblo de Obolón y el resto repartidos en veinte pedanías.
Se ubica unos 20 km al oeste de Seménivka, en las afueras orientales del parque natural nacional del Bajo Sula.

## Historia
Fue fundado en la década de 1740 por Demyán Obolonski, mando militar del Hetmanato cosaco en la zona. Se fundó para reconstruir una localidad preexistente llamada "Samosidovka" (Самосідовка), que había quedado casi abandonada por disputas sobre su jurisdicción nobiliaria. El pueblo pertenecía en su origen al regimiento cosaco de Mýrhorod. Perteneció a la familia Obolonski hasta mediados del siglo XIX, cuando pasó a la familia noble Pozen, de entre cuyos miembros destacó Leonid Pozen, conocido escultor nacido en este pueblo. En esta época adquirió el estatus de miasteczko y capital de su propia vólost, en el uyezd de Jorol de la gobernación de Poltava. La RSS de Ucrania estableció aquí la sede de un raión en 1923. Perdió el estatus de capital distrital en 1962, cuando se integró en el raión de Jorol. En 1965 pasó a formar parte del raión de Seménivka, hasta que en 2020 se integró en el raión de Kremenchuk.